# الجمعية العلمية الطلابية بالقاهرة
الجمعية العلمية الطلابية بالقصر العيني هي جمعية تطوعية غير ساعية للربح، وهي عضو في اتحاد أكبر وأشمل وهو الاتحاد الدولي للجمعيات العلمية الطلابية
The International Federation of Medical Students' Associations (IFMSA)
الذي يضم 92 دولة والذي تأسس في اعقاب الحرب العالمية الثانية في مايو عام 1951 بالدنمارك، وهي جمعية غير هادفة للربح وغير سياسية، وقد تأسست الجمعية العلمية الطلابية بالقصر العيني عام 1968 على يد طلبة كلية الطب.
وتعد مصر عضو بهذا الاتحاد من عام 1972 حيث انضمت الجمعية العلمية الطلابية بالقصر العيني باسم مصر وتشجيع طلبة الطب بالجامعات المصرية الأخرى من بعدها بالانضمام ومن ثم تم تاسيس الجمعية المصرية لطلاب الطب.

## أنشطة
أما بالنسبة لأنشطة الجمعية فيشارك أعضاء الجمعية في عدد كبير من المشاريع والنشاطات على المستوى المحلي والقومي والعالمي بالإضافة إلى ندوات وورش عمل تنظم دوليا ومحليا في مجالات الصحة العامة والتعليم الطبي والصحة الانجابية والتوعية من أجل ثقافة التسامح والسلام والتي تهدف في مجملها لتثقيف الطالب وتوعيته بأهم الموضوعات الطبية المطروحة في الساحة العالمية.

### اللجان
وتنقسم انشطة الجمعية إلى عدد من اللجان وهي:
1. لجنة التبادل الطلابي
2. لجنة الصحة العامة
3. لجنة التعليم الطبي
4. لجنة صحة الطفل
5. لجنة الصحة الانجابية متضمنةً الايدز

### مجلات
بالإضافة إلى إنجازات هذه اللجان قامت الجمعية العلمية الطلابية بالقصر العيني بتوزيع مجلتها العلمية
```
SSS medical ®  journal
```

ومجلتها الاجتماعية وهما يصدران بشكل دوري ويقوم أعضاء الجمعية بالعمل في مختلف اوجه الإنتاج بداية من البحث من أجل المادة العلمية مرورا بالتصميم الفني وإيجاد التمويل لها لإخراج هذه الإصدارات بشكل يليق بالقراء.
واما المجلة الاجتماعية فهي نافذة للطلبة تسمع منهم ويسمعون منها ويقرئون فيها موضوعات عامة تمر نشرها منن طلبة مثلهم والتي يجدون فيها منفذا لابداعاتهم من الشعر والقصة وغيرها باللغتين العربية والإنجليزية.

## إدارة
يقوم على الجمعية العلمية الطلابية مجموعة من الطلبة المتطوعين منظمين في إدارة ويشرف على الجمعية الأب الروحي لها وهو أستاذ طبيب في كلية القصر العيني.
الاتحاد العالمي:
Federation of Medical Students' Associations
اتحاد الجمعيات العلمية المصرية لطلبة الطب

المراجع:
كتاب دليل الطلاب نسخة 2009-2010 جامعة القاهرةK كلية الطب